# Леопольд Баварский (автогонщик)
Леопольд Руппрехт Людвиг Фердинанд Адальберт Фридрих Мария, принц Баварский (нем. Leopold Rupprecht Ludwig Ferdinand Adalbert Friedrich Maria et omnes sancti Prinz von Bayern; род. 21 июня 1943, Умкирх) — немецкий автогонщик, член Баварского королевского дома Виттельсбахов.

## Молодость и карьера гонщика
Леопольд родился 21 июня 1943 года в замке Умкирх близ Фрайбурга-в-Брейсгау (Баден-Вюртемберг). Старший сын принца Константина и его первой жены принцессы Марии Адельгунд (урождённой принцессы фон Гогенцоллерн-Зигмаринген). Поскольку его родители разошлись вскоре после его рождения, он рос на попечении бабушки и дедушки. Детство прошло в замке Умкирх, где он решил стать гонщиком.
Начав карьеру с ралли, Леопольд в 1969 году перешёл в гонки кузовных машин, выиграв североамериканский чемпионат с «Порше». В 1984 году он принял участие в гонке «24 часа Ле-Мана», в экипаже с Вальтером Брюном и Бобом Акином, придя четвёртым. После этого он стал заводским гонщиком БМВ, выступая в различных кузовных чемпионатах (включая ДТМ, 77 гонок, и STW), до самой отставки в 1998 году (150 гонок, 2 подиума), но до сих пор является консультантом баварской марки.

## Частная жизнь

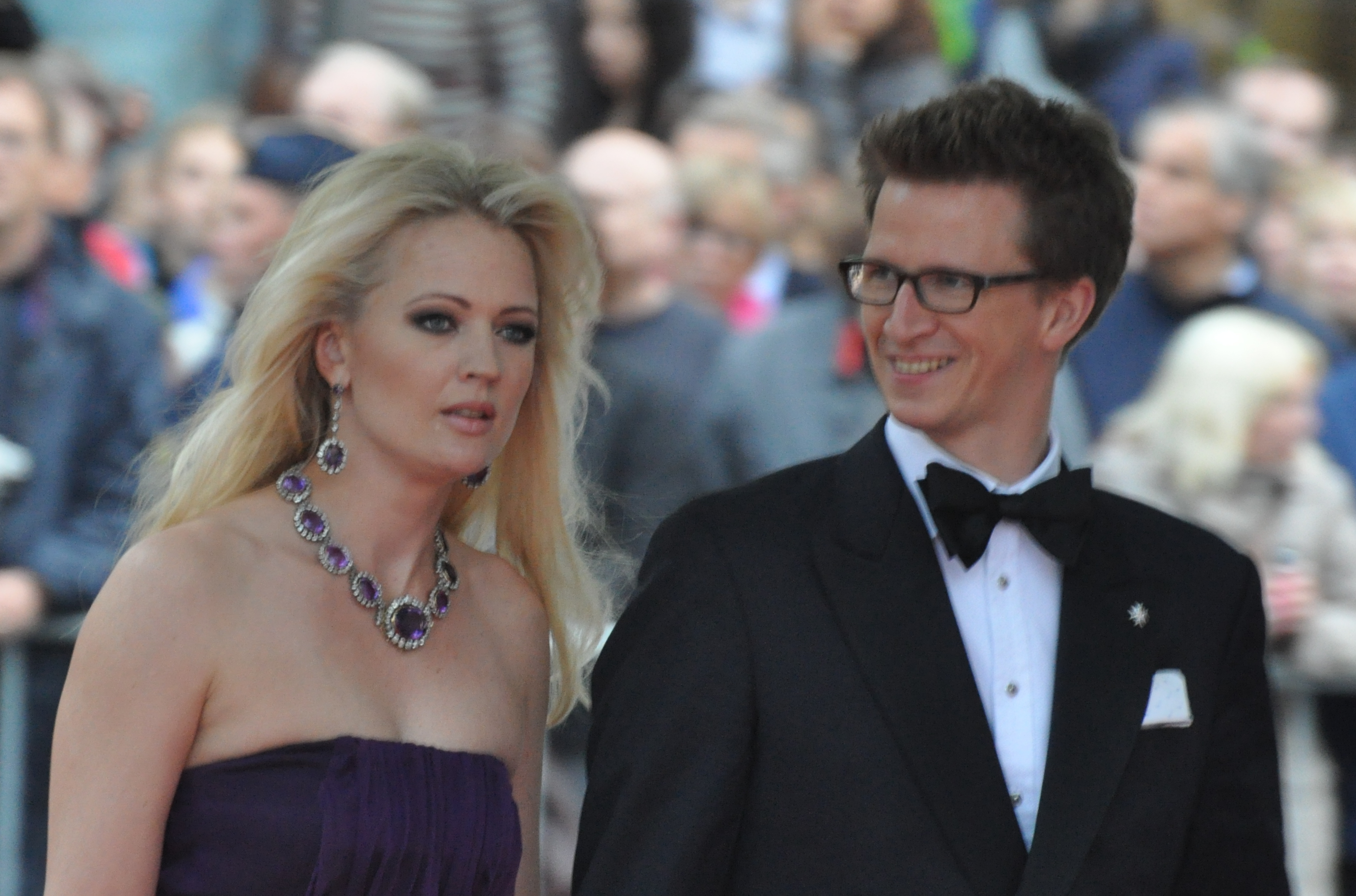
принц Мануэль с супругой

В 1977 году женился на Урсуле Моленкамп (Ursula Möhlenkamp; род. 1947). Поначалу морганатический, этот брак был признан равнородным в 1998 году согласно новым династическим законам баварского дома. У них 4 детей:
- Мануэль (род. 1972; родился до брака родителей), биолог, женат журналистке и писательнице — урождённой принцессе Анне фон Сайн-Витгенштейн-Берлебург[нем.], четверо детей: 
  - сын Леопольд (род. 2007),
  - дочь Альва (род. 2010),
  - сын Габриэль (род. 2014)
  - сын Иосиф (род. 2019)
- Мария дель Пилар (род. 1978), страдает разновидностью аутизма, полученной в детстве из-за неправильной анестезии при операции на сердце
- Мария Филиппа (род. 1981), с 12 мая 2012 года замужем за кинопродюсером Кристианом Диенстом, у супругов три сына: 
  - Август (род. 2013)
  - Фердинанд (род. 2014)
  - Отто (род. 2017)
- Константин (род. 1986) женат с 2018 года на Дениз Кайя, у супругов два сына:
  - сын Алексис (род. 2020)
  - сын Николас (род. 2023)

Принц занимается благотворительностью, в том числе помощью детям с нарушениями опорно-двигательного аппарата (такими как, например, пет-терапия) и Специальными Олимпийскими играми.